# Шарлотт (округ, Флорида)
Ша́рлотт (англ. Charlotte county) — округ штата Флорида Соединённых Штатов Америки. На 2000 год в нем проживал 141 627. По оценке бюро переписи населения США в 2007 году население округа составляло 152 814 человек.

## История
Округ Шарлотт был сформирован 23 апреля 1921 года. Он был назван по названию бухты Шарлотт. Единственным инкорпорированным городом округа является Пунта-Горда, окружной центр.
13 августа 2004 года округ Шарлотт оказался одним из наиболее пострадавших районов в результате прохода урагана Чарли.

## География
Округ расположен в юго-западной части штата. Граничит с округами: Сарасота (на северо-западе), Де-Сото (на севере),  Хайлендс (на крайнем северо-востоке), Глэйдс (на востоке), Хендри (на крайнем юго-востоке) и Ли (на юге). На западе омывается водами Мексиканского залива.

## Население
По данным переписи 2000 года население округа составляет 141 627 человек.  Расовый состав: белые – 92,58%; афроамериканцы – 4,39%; азиаты – 0,85%; коренные американцы – 0,22%; океанийцы – 0,03%; другие расы – 0,79%; представители двух и более рас – 1,14%. Английский является родным для 92.3% населения; испанский – для 3%; французский – для 1,1%.
Возрастная структура: до 18 лет: 15,7%; от 18 до 24 лет: 4,5%; от 25 до 44 лет: 18,8%; от 45 до 64 лет: 26,4%; старше 64 лет – 34,7% (в Шарлот отмечается самая высокая доля людей старше 65 лет среди всех округов страны) . Средний возраст населения – 54,3 года (один из самых высоких в США). На каждые 100 женщин приходится 91,4 мужчин.
Динамика роста населения:
- 1940: 	3 663 чел.
- 1950: 	4 286 чел.
- 1960: 	12 594 чел.
- 1970: 	27 559 чел.
- 1980: 	58 460 чел.
- 1990: 	110 975 чел.
- 2000: 	141 627 чел.
- 2010: 	159 978 чел.